# DAISY

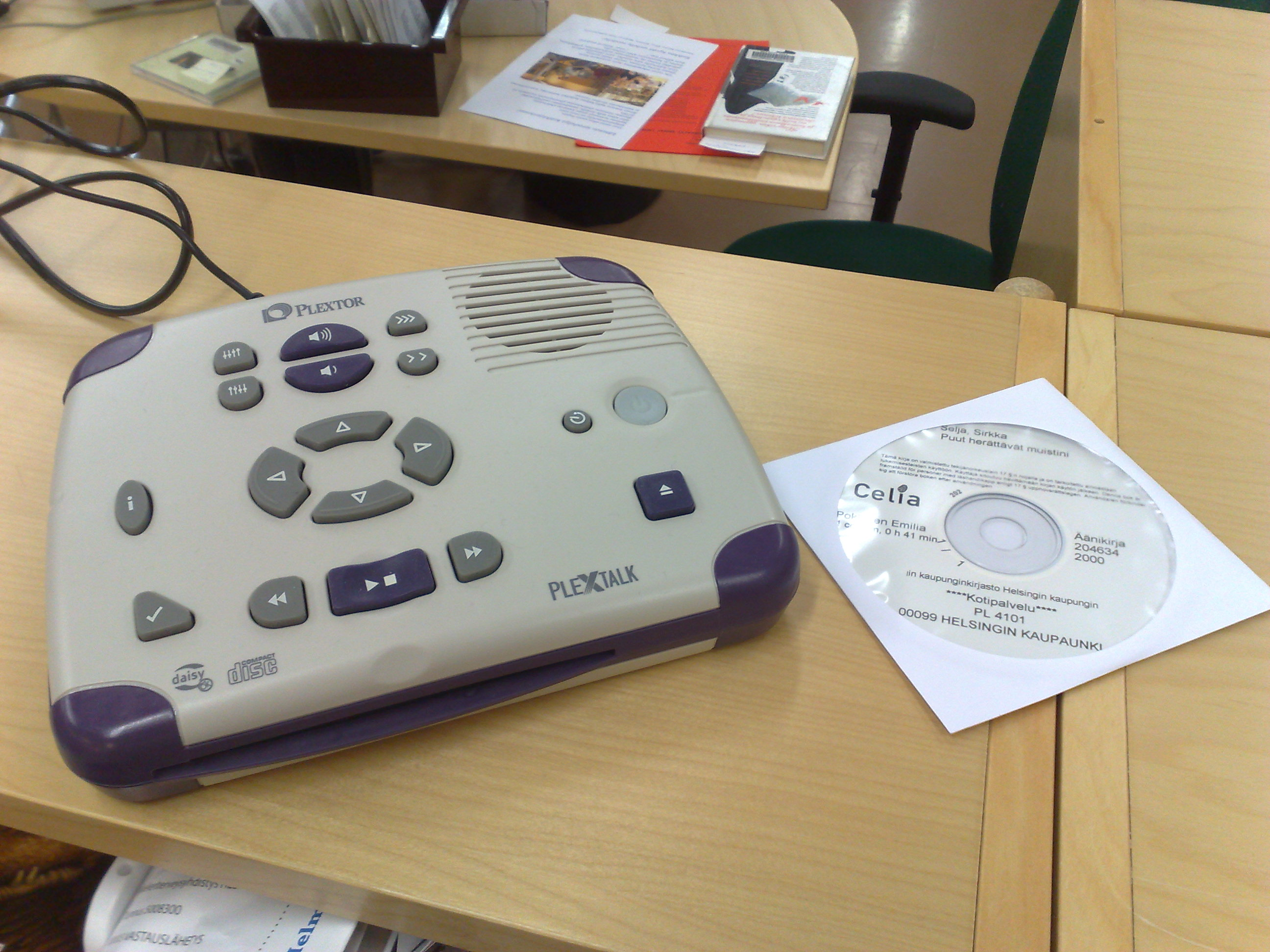
Een DAISY-speler

DAISY staat voor Digital Accessible Information System en is een internationale standaard voor digitale audioboeken. Het doel van DAISY is om meer informatie toegankelijk te maken voor personen met een leeshandicap, zoals slechtzienden en mensen met dyslexie. DAISY is een formaat voor gestructureerde audioboeken; het geluid kan als een audiobestand opgeslagen worden of met spraaksynthese geproduceerd worden. De structuur in het audioboek stelt de gebruiker in staat om in het boek te navigeren. De DAISY-standaard wordt onderhouden door het DAISY Consortium en is sinds 2002 een officiële standaard in de Verenigde Staten.
Boeken in het DAISY-formaat worden meestal afgespeeld op aparte DAISY-spelers, waarin een cd of een geheugenkaart kan worden gestopt. Ook kan er software op een computer worden geïnstalleerd om DAISY-bestanden af te spelen. Daarnaast bestaan er DAISY-apps voor smartphones en tablets, zodat het ook mogelijk is om DAISY-bestanden hierop af te spelen. Op deze manier kunnen DAISY-bestanden op elke mogelijke locatie worden beluisterd.

## Ontstaan en doel
Het DAISY-project ontstond uit ontevredenheid met het systeem van de Zweedse bibliotheek voor audioboeken en braille, TPB: voor gevorderde gebruikers was het lezen van traditionele audioboeken te tijdrovend. TPB zocht overheidsgeld om een digitaal alternatief te ontwikkelen. Dit leidde tot een eerste prototype in 1994.
TPB contacteerde andere organisaties en bibliotheken voor audioboeken om samen een consortium te vormen dat bibliotheken voor audioboeken kon helpen overschakelen op digitale audioboeken. Dit leidde tot de oprichting van het DAISY Consortium in mei 1996.

## DAISY-formaat
Het DAISY-consortium onderscheidt drie soorten digitale audioboeken:
1. Audio met NCX, dat wil zeggen audioboek met structuur. NCX is een bestand met alle punten waar de gebruiker naartoe kan springen. Dit type kan ook een XML-bestand bevatten met de structuur van het boek en links naar bepaalde functies zoals gesproken voetnoten.
2. Audio met volledige tekst. Dit is de meest volledige vorm: dit type bevat naast de audio ook een XML-bestand met de structuur en de volledige tekst, en geluid is gesynchroniseerd met de tekst.
3. Tekst zonder audio. Dit type bevat een XML-bestand met de structuur en de volledige tekst van het boek, maar geen audio. Het boek kan gelezen worden met spraaksynthese en/of een brailleregel.

Sinds 2002 is DAISY een officiële standaard in de Verenigde Staten, als ANSI/NISO Z39.86-2005 (na een herziening in 2005). De recentste versie is DAISY 3 uit 2008. Hierin werd onder andere ondersteuning voor wiskunde en gedichten toegevoegd.

## Productie en gebruik
In Vlaanderen wordt DAISY gebruikt door Kamelego voor de productie van de Audiokrant, de gesproken versie van De Standaard, "Het Laatste Nieuws", "De Tijd", "De Morgen", "Belang van Limburg",  "Gazet van Antwerpen"
en Het Nieuwsblad.
In Nederland wordt DAISY gebruikt door Dedicon voor de productie van educatieve materialen voor het basisonderwijs, voortgezet en hoger onderwijs. Ook worden er algemene lectuur boeken in gesproken vorm geproduceerd en kranten en tijdschriften.
Het DAISY-consortium stelt zelf de zogenaamde DAISY Pipeline ter beschikking, een open bron-conversiehulpmiddel voor de productie van DAISY-boeken.
Er bestaan ook software-uitbreidingen waarmee men tekstdocumenten in courante kantoorsoftware kan omzetten naar DAISY:
- Microsoft en Sonata Software produceerden een Save as DAISY-uitbreiding voor Microsoft Word om Office Open XML-tekstdocumenten te converteren naar DAISY XML.[9]
- Odt2DAISY is een uitbreiding voor OpenOffice.org waarmee men OpenDocument Text naar DAISY XML of Full DAISY (met zowel XML als audio) kan omzetten.[10][11]

Het Deense RoboBraille biedt automatische conversie van allerlei bestandsformaten naar onder meer DAISY-formaat.